# Bahārlu
Die Bahārlu oder auch Baharloo (persisch بهارلو Baharlu)  sind eine turkisprachige Ethnie. 1932 machte diese Volksgruppe bei der amtlichen Volkszählung im Iran (Provinz Fars) 8000 Familien aus. Heute siedeln sie neben der Fars-Provinz auch in Āzarbāydschān, Kerman und der alten Chorassan-Provinz.

## Geschichte
Nach J. Malcolm waren die Bahārlu ein Stamm der Shamlu, die unter Timur aus Syrien nach Persien umgesiedelt wurden. Auch Albert Houtum-Schindler bemerkte, dass die Bahārlu in Fars generell als Araber bekannt seien und dass das mit ihrer Herkunft aus Syrien zusammenhängen könnte.
Die Bahārlu gehörten im 15. Jahrhundert der nomadischen Stammesföderation der Qara Qoyunlu und bildeten dort deren führenden Stamm. Später wurden sie von den Kaschgai dominiert und schlossen sich 1861/1862 der Nomadenföderation der Khamseh an. Dort wurden sie lange Zeit mit den Nafar identifiziert, da beide Stämme lange Zeit gemeinsame Oberhäupter hatten.